# Reale Ordine Militare di San Carlo
Il Reale Ordine Militare di San Carlo fu un ordine cavalleresco dinastico-statuale dell'ex Regno delle Due Sicilie, istituito per ricompensare i servigi resi alla corona dai militari di eserciti e marina e per quelli che sarebbero stati resi in futuro.

## Storia dell'ordine
Il fondatore dell'ordine, re Carlo di Napoli, che governò dal 1734 al 1759, istituì questo Ordine dopo aver conquistato i regni di Napoli e Sicilia negli anni 1734-1735, sottraendoli agli austriaci, e prima che con il Trattato di Vienna (18 novembre 1738), che concludeva la guerra di successione polacca, ne ottennesse il legittimo possesso.
L'Ordine si proponeva di difendere la religione cattolica, promuovere la concordia fra i suoi membri e difendere il sovrano, al quale giurare fedeltà eterna. Insieme a questi princìpi i cavalieri avevano una serie di precetti ai quali attenersi e di obblighi da adempiere.
Si ritiene che l'Ordine, che non ebbe mai formalmente riconoscimento dal Papa, cadde in disuso e con la successione di Carlo di Napoli in favore del figlio Ferdinando IV venne di fatto abbandonato.
Da notare che in seguito, Carlo III di Spagna, divenuto re spagnolo, istituì formalmente l'Ordine di Carlo III mediante il regio decreto del 19 settembre 1771 con il motto Virtuti et Merito. Forse fu quest'Ordine che ne raccolse eredità storica e finalità.

## Governo
L'Ordine aveva quattro ministri:
1. Cancelliere
2. Maestro delle Cerimonie
3. Tesoriere
4. Segretario

Alle suddette cariche furono destinati e nominati i seguenti soggetti. L'arcivescovo di Tessalonica Cappellano maggiore di questo Regno. Don Giuseppe Fieles Collantes, Contabile principale dell'esercito e del Regno. Don Giovanni Angelo Goyzueta, Tesoriere generale del Re. Don Filippo Méndez de Castro, Controllore della sua Real Casa.
Quest'ultimo aveva l'obbligo di spedire tutti gli ordini che gli comunicava il Segretario di Stato e della Guerra, spettanti all'amministrazione dell'Ordine. Costui era tenuto a presentare al Re tutto ciò che riguardava la promozione dei Cavalieri, e ciò che necessitava delle sue reali decisioni per il governo dello stesso Ordine. E al medesimo Segretario di Stato doveva l'Ordine fare le sue consultazioni, non solamente per ciò che riguardava la sua incombenza, ma anche in tutto ciò che era di ispettorato degli altri ufficiali, al fine di ricevere per lo stesso mezzo le Sovrane determinazioni.
I suddetti quattro ufficiali dovevano assistere alle funzioni dell'Ordine, e prestavano il solito giuramento di servire bene e fedelmente. Furono promossi al grado di Cavaliere dello stesso Ordine gli ufficiali creati a quel tempo.

## Membri
I membri dell'Ordine non erano suddivisi in categorie, ma il loro numero era limitato fino a cento.
Tutti dovevano fare prova della loro di nobiltà (pensiamo alla nobiltà generosa, ovvero quattro quarti di nobiltà da almeno 200 anni), a meno che il sovrano non dispensasse da tali prove coloro che si siano resi meritevoli per servigi resi alla Corona e/o resi all'Ordine. La divisa giornaliera consisteva in una Croce contenente l'immagine del glorioso San Carlo protettore dell'Ordine, terminando i quattro angoli con quattro stelle d'oro. Il cingolo equestre dal quale pendeva la spada, era dello stesso colore bianco del mantello, che i Cavalieri dell'Ordine indossavano nei giorni nei quali il Re come Gran Maestro teneva cappella in onore del Santo, e quando conferiva l'abito e armava i Cavalieri. L'obbligo di essi era di difendere la nostra Cristiana Cattolica Religione, procurare per ogni mezzo la conciliazione delle inimicizie tra i compagni, e giurare fedeltà inviolabile, e difendere il Re Gran Maestro. Dovevano adempiere nella Pasqua di Resurrezione al precetto ecclesiastico del Sacramento dell'Eucaristia, e questo ripeterlo nel giorno della festa di San Carlo, assistendo alla cappella che il Re teneva in quel giorno in onore del Santo. La quale funzione di cappella quando si faceva in quella del real Palazzo, dovevano i Cavalieri e ufficiali dell'Ordine vestiti del solo mantello venire e ritrovarsi pronti nella reale anticamera, per ricevere ed accompagnare il Re sino alla cappella, e alla porta di quella dava loro l'acqua benedetta il Cancelliere dell'Ordine; indi seduto il Sovrano sul trono, al suo lato sedevano i Cavalieri in banchi coperti con tappeto e senza spalliera e rimpetto ad essi in uguali banchi sedevano i quattro uffiziali. Terminata la cappella, accompagnavano il Re col medesimo Ordine sino alla riferita anticamera, ove lo riceverono. Ben inteso che quando si teneva cappella in altra Chiesa, i Cavalieri e gli uffiziali dovevano star pronti per incontrare il Re alla porta della Chiesa, e sino alla medesima, dopo finita la funzione, lo accompagnavano. Ciascuno de' Cavalieri dovea far celebrare una messa solenne; doveva recitare per una volta l'inffizio de' morti, e comunicarsi in suffragio dell'anima di ciascuno de' Cavalieri dell'Ordine, che passava a miglior vita, gli eredi del quale doveano parteciparne l'avviso al Segretario dell'Ordine, che spediva le lettere circolari a tatti i Cavalieri; e nel medesimo tempo ne dava scienza al Segretario di Stato e del dispaccio di guerra, e per dar conto al Re come Gran Maestro. Non potevano i Cavalieri dell'Ordine sfidare né accettare duello per qualunque siesi motivo; lasciando al real giudizio qualunque offesa, o aggravio, ed attendendo la sua reale deliberazione. Erano del pari tenuti ad impedire ed evitare i duelli anche tra quelli che non appar tenevano all' Ordine. Erano poi i Cavalieri armati dal Re Gran Maestro. Quando alcuno de' promossi si ritrovava assente, delegavasi la funzione ad altro Cavaliere professo del medesimo, se si trovava nello stesso luogo del Candidato. Il delegato quindi rimetteva l'atto del giuramento sottoscritto e convalidato col suggello del Cavaliere associato per conservarsi nell'archivio. Infine il segretario dell'Ordine doveva rimettere a ciascuno de' Cavalieri una copia di queste leggi e statuti, onde conoscerne gli obblighi, ed osservarne i doveri. Del qual decreto di fondazione e suoi regolamenti volle il Monarca con suo dispaccio, datato da Portici il dì seguente alla sua istituzione, spedire un esemplare alla Real Camera di Chiara per la pubblicazione, registrazione, e custodia nella sua Segreteria a futura memoria. Non troviamo di questa milizia Cavalleresca alcuna confirmazione apostolica, né tampoco crediamo esser molto perdurata in questi dominii lopo l'assunzione del Re Carlo al trono delle pagne. Forse la dignità magistrale di quest' Ordine si sarà seco lui a quel Regno trasferita.

## Le insegne
Le insegne dell'Ordine erano costituite da una croce con gigli alle estremità e con al centro uno scudo rotondo recante l'immagine di San Carlo, protettore dell'Ordine, orlato e recante tre piccole croci. Il nastro era di colore viola. La divisa giornaliera era la croce dell'Ordine ed il nastro, legato al lato sinistro. L'abito da cerimonia dei cavalieri era di amoerre bianco, con mantello con frangia d'oro, ed il cingolo equestre (da usare nelle investiture o nella funzione dedicata al santo patrono), dal quale pendeva la spada, era di pari colore.